# Мост (роман)
«Мост» (англ. The Bridge) — третий по счёту роман современного шотландского писателя Иэна Бэнкса, вышедший в свет в 1986 году.

## Краткий обзор
Роман начинается с того, что главный герой попадает в серьёзную автокатастрофу. Он получает множественные травмы, его разум погружается в кому. Находясь в этом состоянии, главный герой переживает странные приключения в различных мирах, реальное существование которых так и остаётся в романе под вопросом.

## Сюжет
В романе «Мост» присутствуют три главных героя, на первый взгляд никак не пересекающиеся между собой, и живущие в абсолютно разных мирах: инженер-энергетик из Эдинбурга, Джон Орр и Варвар.
Инженер-энергетик, чьё имя не упоминается, родился в шотландском городе Глазго и имел вполне обыкновенное детство и юность. Он познакомился с девушкой, по имени Андреа Крамон, их отношения дошли почти до свадьбы, но Андреа уехала в Париж изучать русский язык. Постепенно отношения между ними стали охладевать, даже несмотря на то, что девушка закончила учёбу и вернулась в Эдинбург, где теперь жил герой книги. Мужчина начинает злоупотреблять наркотиками и алкоголем. Надеясь восстановить отношения с Андреа, которую до сих пор любит, он садится за руль и по дороге к ней попадает в автомобильную аварию.
Косноязычный варвар, вместе с говорящим ножом и волшебной птицей, странствует то по некой стране, то по Подземному миру, встречая на своём пути Харона, Кербера, Медузу Горгону, Спящую красавицу. Дожив до глубокой старости, Варвар решает вернуть молодость…
Джон Орр — человек, потерявший память. Его, тонущего, выловили из бурлящих вод, и теперь он живёт на громадном мосту-государстве, абсолютно ничего не помня о своей прошлой жизни. Джон посещает врача, доктора Джойса, не оставляющего надежду на возвращение к пациенту памяти. С его помощью Орр получает довольно неплохие апартаменты, все его расходы оплачиваются больницей, где работает Джойс. Но когда Джон отказывается от курса гипноза, доктор разрывает с ним всяческие отношения. Его переселяют на нижний ярус моста, где живут рабочие, и конфисковывают всё личное имущество. Решая узнать больше о себе и том, что находится за пределами моста, Джон Орр прокрадывается в поезд и прячется в туалете. Через несколько дней его обнаруживают и высаживают уже на суше, в Республике. Его поселяют в барак и дают работу дворника. В связи с тем, что Орр не знает местного языка, он становится подходящей кандидатурой на должность официанта, обслуживающего поезд, везущий высокопоставленных чиновников Республики в неизвестную страну для выполнения миротворческой миссии. Поезд захватывает банда мародёров во главе с человеком, называющим себя фельдмаршалом. Орр сбегает и решает вернуться обратно на Мост. Каждую ночь ему снится человек, лежащий под капельницей. По мере того, как этому человеку становится хуже, окружающий Орра мир всё больше погружается в хаос.

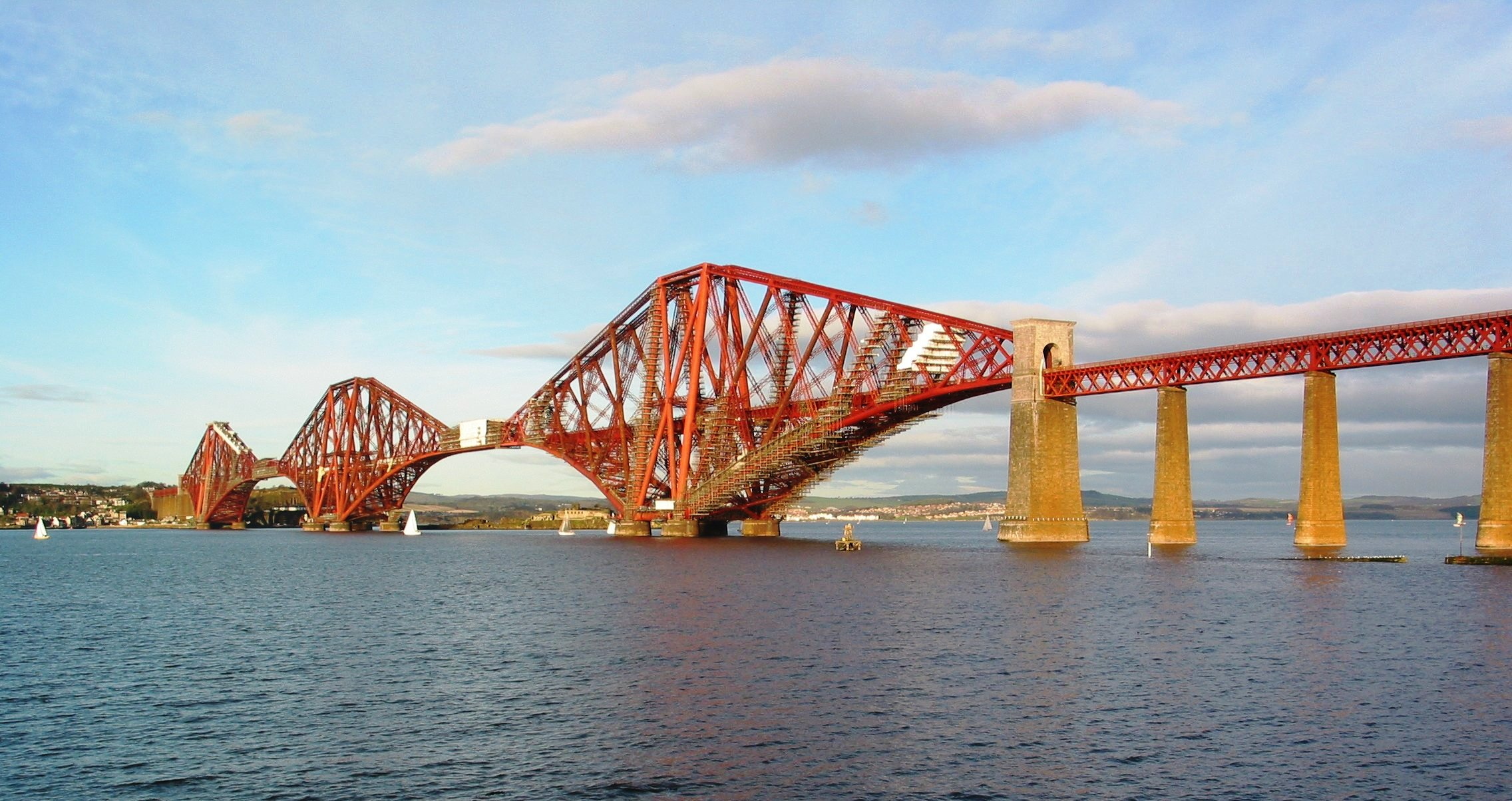
Железнодорожный мост через Фёрт-оф-Форт

## Дополнительная информация
- Прототипом Моста-государства из романа является в реальности существующий в Эдинбурге мост через Фёрт-оф-Форт (Forth Bridge). Около него, вместе со своей возлюбленной, любил гулять инженер-энергетик, основное действующее лицо романа. Также в именах некоторых жителей Моста-государства есть отсылки к именам проектировщиков Forth Bridge: Уилльяму Эрролу, Джону Фоулеру (Фаулеру) и Бенджамину Бэйкеру.
- Метод использования в одном литературном произведении нескольких, на первый взгляд не связанных между собой историй, в конечном итоге сливающихся в единое повествование, использовал в 1981 году земляк Бэнкса, шотландец Аласдер Грэй в своём романе «Ланарк».